# 新城市立東陽小学校
新城市立東陽小学校（しんしろしりつ とうようしょうがっこう）は、愛知県新城市大野字小林70にある公立小学校。

## 概要
1976年（昭和51年）に5小学校、1分校を統合して創立した。校名は、1972年（昭和47年）3月まで現校地にあった鳳来町立東陽中学校（1949年1月創立）に由来。旧東陽中の校名は、「愛知県で東に所在し、太陽のように輝き栄える」ことから命名。なお、旧東陽中の校区は現在の鳳来東小学校の校区を含み広域だった。

## 沿革
- 1976年（昭和51年）4月 - 大野小学校、富栄小学校、能登瀬小学校、阿寺小学校、細川小学校、細川小学校巣山分校が統合して鳳来町立東陽小学校が創立。
- 2002年（平成14年）4月 - 鳳来町立七郷一色小学校を統合。
- 2005年（平成17年）10月1日 - 合併に伴って新城市立東陽小学校に改称。

### 鳳来町立大野小学校
旧・八名郡大野町の小学校であった。
- 1872年（明治5年） - 大野村に第二大学区第七番中学区第二十七番小学大野学校として開校。
- 1887年（明治20年） - 尋常小学大野学校に改称する。
- 1889年（明治22年）10月1日 - 大野村、睦平村、細川村、井代村、能登瀬村、名越村、名号村が合併し、大野村が発足する。
- 1890年（明治23年）10月20日 - 大野村が分割され、名号村、名越村、能登瀬村、井代村、睦平村、細川村、大野村となる。
- 1892年（明治25年）
  - 4月1日 - 大野尋常小学校に改称する。
  - 4月18日 - 大野村が町制を施行し、大野町となる。
- 1893年（明治26年） - 高等科を設置し、大野尋常高等小学校に改称する。
- 1941年（昭和16年）4月1日 - 大野国民学校に改称する。
- 1947年（昭和22年）4月1日 - 大野町立大野小学校に改称する。
- 1956年（昭和31年）4月1日 - 南設楽郡長篠村、鳳来寺村と八名郡大野町、七郷村が合併し、鳳来町が発足する。同時に鳳来町立大野小学校に改称する。
- 1976年（昭和51年）3月 - 廃校。

### 鳳来町立富栄小学校
現在の愛知県新城市富栄東貝津18-1に存在した小学校。旧・南設楽郡長篠村の小学校であった。跡地は「居宅介護事業所とみさか」となっている。
- 1872年（明治5年） - 郷学校として開校。
- 1873年（明治6年） - 第九番中学区第八番小学博養学校に改称する。
- 1875年（明治8年） - 第九番中学区第十六番小学富栄学校に改称する。
- 1876年（明治9年） - 第九番中学区第十三番小学富栄学校に改称する。
- 1882年（明治15年） - 第十四学区公立小学富栄学校に改称する。
- 1887年（明治20年） - 尋常小学門谷学校に統合され、尋常小学門谷学校第一分校となる。
- 1889年（明治22年）10月1日 - 長篠村、横川村、富栄村、富保村、豊岡村が合併し、長篠村が発足する。
- 1892年（明治25年） - 独立し、富栄尋常小学校となる。
- 1941年（昭和16年）4月1日 - 富栄国民学校に改称する。
- 1947年（昭和22年）4月1日 - 長篠村立富栄小学校に改称する。
- 1956年（昭和31年）4月1日 - 南設楽郡長篠村、鳳来寺村と八名郡大野町、七郷村が合併し、鳳来町が発足する。同時に鳳来町立富栄小学校に改称する。
- 1976年（昭和51年）3月 - 廃校。

### 鳳来町立能登瀬小学校
現在の愛知県新城市能登瀬壱輪8に存在した小学校。旧・八名郡七郷村の小学校であった。
- 1873年（明治6年）9月12日 - 能登瀬村に私立学校として能登瀬学校として開校。
- 1874年（明治7年） - 一色学校に統合され、一色学校能登瀬出張所となる。
- 1876年（明治9年） - 独立し、第九番中学区第五十二番小学能登瀬学校となる。
- 1879年（明治12年） - 八名郡第四番小学能登瀬学校に改称する。
- 1883年（明治16年） - 八名郡第四学区公立小学能登瀬学校に改称する。
- 1887年（明治20年） - 尋常小学能登瀬学校に改称する。
- 1889年（明治22年）10月1日 - 大野村、睦平村、細川村、井代村、能登瀬村、名越村、名号村が合併し、大野村が発足する。
- 1890年（明治23年）10月20日 - 大野村が分割され、名号村、名越村、能登瀬村、井代村、睦平村、細川村、大野村となる。
- 1892年（明治25年） - 名号村、名越村、能登瀬村、井代村、睦平村、細川村の組合の学校となり、井代外5村組合立能登瀬尋常小学校に改称する。
- 1901年（明治34年） - 高岡村が組合に加入する。同時に井代外6村組合立能登瀬尋常小学校に改称する。
- 1906年（明治39年）7月1日 - 高岡村、名号村、名越村、能登瀬村、井代村、睦平村、細川村が合併し、七郷村が発足する。
- 1907年（明治40年） - 七郷第一尋常小学校に改称する。
- 1941年（昭和16年）4月1日 - 七郷能登瀬国民学校に改称する。
- 1947年（昭和22年）4月1日 - 七郷村立能登瀬小学校に改称する。
- 1956年（昭和31年）4月1日 - 南設楽郡長篠村、鳳来寺村と八名郡大野町、七郷村が合併し、鳳来町が発足する。同時に鳳来町立能登瀬小学校に改称する。
- 1976年（昭和51年）3月 - 廃校。

### 鳳来町立阿寺小学校
現在の愛知県新城市下吉田田代に存在した小学校。旧・八名郡山吉田村の小学校であった。
- 1873年（明治6年）7月25日 - 阿寺村に私立の学校として開校。
- 1874年（明治7年） - 吉田学校に統合され、分教場となる。
- 1880年（明治13年） - 独立し、八名郡第十一番小学七瀑学校となる。
- 1882年（明治15年） - 八名郡第九番学区公立小学七瀑学校に改称する。
- 1887年（明治22年）10月1日 - 上吉田村、下吉田村、竹之輪村、黄柳野村が合併し、山吉田村が発足する。
- 1892年（明治25年） - 七瀑尋常小学校に改称する。
- 1907年（明治40年） - 山吉田第二尋常小学校
- 1941年（昭和16年）4月1日 - 山吉田第二国民学校に改称する。
- 1947年（昭和22年）4月1日 - 山吉田村立阿寺小学校に改称する。
- 1956年（昭和31年）9月30日 - 山吉田村が鳳来町に編入される。同時に鳳来町立阿寺小学校に改称する。
- 1976年（昭和51年）3月 - 廃校。

### 鳳来町立細川小学校
現在の愛知県新城市細川大沢35に存在した小学校。旧・八名郡七郷村の小学校であった。跡地は民間の建設会社となっている。巣山分校は新城市巣山ハマイバ53に存在した細川小学校の分校。跡地は巣山老人憩いの家となっている。
- 1873年（明治6年） - 細川村に細川学校として開校。天白神社[注釈 1]を仮校舎とする。
- 1874年（明治7年） - 一色学校に統合され、一色学校細川出張所となる。
- 1879年（明治12年） - 独立し、八名郡第六番小学細川学校に改称する。
- 1887年（明治20年） - 尋常小学細川学校に改称する。
- 1889年（明治22年）10月1日 - 大野村、睦平村、細川村、井代村、能登瀬村、名越村、名号村が合併し、大野村が発足する。
- 1890年（明治23年）10月20日 - 大野村が分割され、名号村、名越村、能登瀬村、井代村、睦平村、細川村、大野村となる。
- 1892年（明治25年） - 名号村、名越村、能登瀬村、井代村、睦平村、細川村の組合の学校となり、井代外5村組合立細川尋常小学校に改称する。
- 1901年（明治34年） - 高岡村が組合に加入する。同時に井代外6村組合立細川尋常小学校に改称する。
- 1906年（明治39年）7月1日 - 高岡村、名号村、名越村、能登瀬村、井代村、睦平村、細川村が合併し、七郷村が発足する。
- 1907年（明治40年） - 七郷第三尋常小学校に改称する。
- 1911年（明治44年） - 巣山分教場を設置する。
- 1941年（昭和16年）4月1日 - 細川国民学校に改称する。
- 1947年（昭和22年）4月1日 - 七郷村立細川小学校に改称する。巣山分教場は細川小学校巣山分校に改称する。
- 1956年（昭和31年）4月1日 - 南設楽郡長篠村、鳳来寺村と八名郡大野町、七郷村が合併し、鳳来町が発足する。同時に鳳来町立細川小学校に改称する。
- 1976年（昭和51年）3月 - 廃校。

## アクセス
- JR飯田線三河大野駅下車。